# Karl Penka
Karl Penka, né le 26 octobre 1847 à Müglitz, margraviat de Moravie (aujourd'hui Mohelnice), et mort le 10 février 1912 à Vienne est un ethnologue autrichien. 
En 1871, Ludwig Geiger avait défendu l'idée que l'Europe centrale était le foyer des Aryens.[réf. nécessaire] Theodor Poesche, de son côté, considérait qu'ils tiraient leurs origines de l'Europe nordique. En s'appuyant sur les différentes disciplines scientifiques, Karl Penka popularisa l'idée que les Aryens avaient émergé en Scandinavie et qu'ils pouvaient être identifiés par des caractères physiques propres aux populations nordiques (cheveux blonds, longue tête et yeux bleus), malgré les polémiques que ses écrits provoquèrent : Origines Ariacae. Linguistich-ethnologische Untersuchungen zur ältesten Geschichte der arischen Völker und Sprachen (Origines des Aryens. Étude linguistique et ethnologique de l'antique histoire du peuple et de la langue des Aryens) en 1883, Die Herkunft der Aryer (L'origine des Aryens) en 1886.
Ses idées furent répandues en Angleterre par le Berceau des Aryens (The Cradle of the Aryans), livre de Gerald Henry Rendall paru en 1889.